# Francisco Hernández Díaz
Francisco Hernández Díaz (Melilla, 18 de diciembre de 1932-Vélez-Málaga, 5 de abril de 2012) fue un pintor y dibujante español.

## Biografía[1]
Francisco Hernández, pintor y dibujante nacido en Melilla el 18 de diciembre de 1932, fue el tercero de los cuatro hijos varones de Vicente Hernández y María Díaz.
En julio de 1939, tras finalizar la Guerra Civil, su familia se traslada a la localidad de Vélez-Málaga, lugar de residencia del pintor hasta 1960, en que se traslada a Madrid.
De formación fundamentalmente autodidacta, estudió a pintores clásicos como Durero, Rembrandt, Mantegna, Ingres y Picasso. Fue un dibujante precoz. A los diez años dibuja con asiduidad, empleando el lápiz de grafito y la tinta china y, con quince años, empieza a utilizar la técnica del óleo sobre lienzo.
En 1956 ingresa en la Escuela de Bellas Artes de San Fernando pero un año después abandona los estudios académicos y viaja por Europa visitando París, Frankfurt, Ginebra y Bolonia. En 1960 fija su residencia en Madrid.
En 1966, invitado por el Instituto de Cultura Hispánica, participa representando a España, en la XXXI Bienal de Venecia (Italia), donde expone el Tríptico de Venecia, realizado exclusivamente para la muestra.
En 1980 fija su residencia en Torre del Mar y cinco años después es nombrado académico de la Real Academia de Bellas Artes de San Telmo de Málaga. Durante los años ochenta, noventa y primera década del dos mil, continúa su labor pictórica, alternando exposiciones por la provincia de Málaga con otras exposiciones nacionales e internacionales: México (1984), Hannover (1985), Madrid (1986-1987), Sevilla (1988), Zamora (1990), Nueva York (1995-2001), Chicago (2001), Tokio (2002) y Roma (2003). El 5 de abril de 2012 falleció en Torre del Mar a la edad de 79 años.

## Etapas pictóricas[1]
En la década de los años cincuenta, la obra de Francisco Hernández se caracteriza por su pincelada rápida y gestual, de apariencia impresionista pero que sigue una técnica más cercana al luminismo valenciano. El tema central de este periodo es la figuración humana, especialmente el retrato, con una cuidada disposición y composición del motivo principal.
Después de una breve etapa caracterizada por un nuevo concepto dibujístico y una efímera fase (1961-1964) en la que su pintura se caracteriza por la melancolía y la inconclusión —figuras hieráticas que carecen de brazos—, comienza, a mediados de los sesenta, la etapa primordial de su obra, que se alarga hasta finales de los años setenta. De esta etapa son las obras Tríptico de Venecia (1966), dibujo a lápiz a la aguada y tinta china sobre lienzo, La alegoría del cante jondo (1974) y los retratos al óleo de César Vallejo (1968) y Antonio Machado (1974).
A finales de los setenta, su pintura se vuelve más barroca y surrealista y sus imágenes son de temática clásica, religiosa (imaginería de la Semana Santa) y mitológica,

## Obras[1]
Óleos
1946-1959
1946 San Sebastián
1947 Autorretrato
1947 Las lágrimas de San Pedro
1948 Fragua
1949 Retrato de Emilio Cian
1951 Juanico el tonto
1952 Autorretrato
1954 Devoción a la Virgen de franciscanos
1954 Retrato de Adela Taillefer Souvirón
1954 San Francisco recibiendo los estigmas
1954 Soldados en el calabozo
1955 Bodegón
1955 Familia de gitanos
1955 Las lavanderas
1955 Retrato de mi padre
1955 Retrato de Augusto Taillefer Gil
1960-1979
1962 Homenaje a Federico
1962 Niña de Vélez
1967 Adán y Eva
1968 Retrato de César Vallejo
1969 Diálogos
1969 Fugas
1969 Prólogo contenido
1969 Vértigo
1971 Adán y Eva
1974 Alegoría del cante jondo
1974 Antonio Machado
1974 Cristo crucificado
1974 Virgen cósmica
1975 Críptico atómico
1975 La mujer de Torre del Mar
1976 Amor en la playa
1976 Muchacha desnuda
1977 Mujer acogedora
1977 Mediterráneo
1977 Cabrero
1978 Tres gracias
1979 Personaje bético
1980-1989
1980 Abandonado
1980 Mujer, barca y niño
1980 La mujer del espejo
1981 La noche
1981 Liturgia
1981 Soleá
1982 El abrazo
1983 Díptico de Adán y Eva
1983 El pintor ibérico
1983 Nacimiento de Eva
1984 Soledad
1984 Díptico de Adán y Eva
1985 Maternidad
1985 Soledad
1985 Carnavalada
1986 María Jesús
1987 Ecce Homo
1987 Mujer de pie vuelta de espaladas
1987 Cristo de Torre del Mar
1988 Infanta
1989 Adolescente
1990-1999
1990 Ícaro y niña
1990 San Jorge
1992 Pastor
1992 Prometeo encadenado
1992 Academia
1992 Saeta
1992 Mujer
1993 La caída de Ícaro
1993 Adán y Eva
1994 Dos jóvenes entrelazadas
1998 Manhattan
1998 Anunciación
1999 Oficio de tinieblas
1999 Resurrección de Cristo
1999 San Miguel